# Đulijano Koludra
Đulijano Koludra (ur. 24 stycznia 1974 w Splicie) – chorwacki bobsleista, uczestnik Igrzysk Olimpijskich w Salt Lake City.